# タイトー
株式会社タイトー（英: TAITO CORPORATION）は、アミューズメント施設の企画、運営を主な事業内容とする日本の企業。スクウェア・エニックス・ホールディングスの連結子会社。コンピュータエンターテインメント協会・日本アミューズメント産業協会正会員。
本項では、1953年に設立され2006年に法人格が消滅した初代法人、旧称が株式会社SQEXで2006年に初代法人を吸収合併した2代目法人、株式会社ES1として設立され2010年に事業を継承した3代目法人について、まとめて記載する。

## 概要
2020年現在の主な事業内容は下記の通り。
- アーケードゲーム機器の開発、製造、販売、レンタル、メンテナンスサービス
- アミューズメント施設の企画、運営およびフランチャイズ事業
- モバイルゲームの企画、開発、運営とその配信
- マーチャンダイジング事業（プライズゲーム向け景品などの開発・販売）

日本におけるコンピューターゲーム業界の草創期から携わり、今日まで様々なプラットフォームにおいてゲーム機用商品の開発・製造・販売を行ってきた、老舗ゲームメーカーのひとつである。
コンシューマーゲーム向けのタイトルもファミリーコンピュータの時代から多数リリースしていた。2010年にリリースされた『みんなの水族館』を最後にすべてのコンシューマーゲーム事業をスクウェア・エニックスに統合し、9年間にわたり新規タイトルのリリースはなかったが、2019年の『ダライアス コズミックコレクション』にて、9年ぶりにコンシューマーゲーム向けのタイトルをリリースした。

## 沿革
- 1950年 - ユダヤ系ウクライナ人の実業家、ミハイル・コーガンが個人営業の輸入会社となる太東洋行を設立する。「太東」とは「極東の猶太（ユダヤ）人会社」を指すという。
- 1953年 - 仕切り直して、太東貿易株式会社を創業。会社の創業年月日はこの太東貿易のものである。日本で初めてウォッカを国内醸造・販売した。東京都港区に太東貿易株式会社設立。小型自動販売機（ピーナッツベンダー）の製造、販売業務を開始。
- 1954年 - ジュークボックスの賃貸業務を開始。
- 1956年 - 純国産ジュークボックス1号機を開発。アミューズメント機器の販売、賃貸業務を開始。
- 1958年 - フリッパーピンボールをリースし、ヒット商品とする。
- 1962年 - 米シーバーグ社ジュークボックスの国内販売代理権を獲得。
- 1963年 - 自社ブランド製品の企画・開発・製造を目的とした子会社、パシフィック工業株式会社を設立。
- 1964年 - 後に「パチスロ」と呼ばれる遊技機の嚆矢となるオリンピアの風俗営業許可を取得する。その名は、同年に開催された東京オリンピックに因む。
- 1965年 - 遠隔操作のマジックハンドで玩具を吊り上げる「クレーンゲーム」を開発。
- 1968年 - 東京都豊島区西池袋に竣工したビル「ロサ会館」内に、日本初となるゲームセンターを開店[2][注 1]。
- 1970年 - 通商産業省より輸出貢献企業として表彰される。
- 1971年 - アミューズメント施設の強化を目的として、日本自動販売機株式会社を買収。
- 1972年 - 商号を現在の株式会社タイトーに変更。
- 1973年 - 業務用テレビゲーム『ポン』のコピーゲームとして、セガ（後のセガ・インタラクティブ）の『ポントロン』とほぼ同時に『エレポン』を発表。国産初のビデオゲームである『サッカー』を発表。本社を千代田区平河町に移転。
- 1977年 - 『ブロックくずし』でテーブル筐体を発売、ゲームセンターだけでなく喫茶店にも販路を拡大した。
- 1978年 - 『スペースインベーダー』が大ヒットし、社会現象になった。
- 1979年 - 営業拠点の充実を図るべく、主要都市で自社ビル建設に着手。生産拠点として海老名市（神奈川県）に海老名工場を設置し、綱島工場の機能を集約。
- 1984年 - 創業者のコーガンが64歳で死去。
- 1985年 - 業務用オーディオビジュアル機器（業務用映像カラオケ機器）の取り扱いを開始。
- 1986年 - 京セラ株式会社の資本参加により、同社の子会社となる。
- 1988年8月24日 - 創業35周年を機にCIを導入。
- 1989年 - 自社のイメージキャラクターに「ゆうゆ（岩井由紀子）」を起用。
- 1992年9月 - ISDN回線を使用した世界初の業務用通信カラオケ「X2000」を発売。
- 1993年1月 - 東証二部上場。
- 1995年 - 家庭用通信カラオケシステムX‐55の製造、販売を開始。
- 1997年3月 - アーケードゲーム『電車でGO!』を発売。大ヒットとなり、以後アーケードゲームおよびコンシューマーゲームで多数のシリーズ作品が発売される。
- 1999年 - 業務用アミューズメント機器生産システムとして初めて国際品質保証規格ISO9001の認証を取得。海老名工場における環境マネジメントシステム国際環境規格ISO14001の認証を取得。
- 2000年 - 株式会社 京セラ マルチメディア コーポレーションを吸収合併し、携帯電話向けコンテンツ事業を開始。翌2001年1月にはiモード向けに『スペースインベーダー』『パズルボブル』『アルカノイド』の3作品をリリース。
- 2002年 - 全事業所（9カ所）、全国直営ゲーム施設で環境マネジメントシステム国際環境規格ISO14001の認証を取得。
- 2003年9月 - 東証一部上場（証券コード9646）。
- 2004年6月 - OSにWindows XP Embedded（組み込みシステム向けのWindows XP）を採用したアーケードゲーム基板「Taito Type X」を発表。
- 2005年
  - 3月 - アーケードゲーム用ネットワークシステム「NESYS」提供開始。対応第1弾タイトルは『ハリキリオンライン プロ野球』。
  - 8月22日 - 株式会社スクウェア・エニックスが同社を株式公開買い付け（TOB）にて買収すると発表。
  - 9月22日 - スクウェア・エニックスがTOBにより京セラ、コーガン家の持分を含めて株式の93.7%を取得。9月28日付でスクウェア・エニックスの連結子会社となる。
- 2006年
  - 3月31日 - スクウェア・エニックス完全子会社の株式会社SQEXを存続会社として同社を吸収合併。株式会社SQEXが商号を株式会社タイトー（2代目法人）に変更し、スクウェア・エニックスの完全子会社となる。これに伴い東証一部上場廃止。なお、同年6月21日に稼動開始した、スクウェア・エニックスとしては初めてのアーケードゲームとなる、トレーディングカードアーケードゲーム『ドラゴンクエスト モンスターバトルロード』は、タイトーが販売を行っている。
  - 7月1日 - スクウェア・エニックス社長の和田洋一が同社の社長に就任、兼務する。前社長の西垣保男は代表取締役会長へ。業務用カラオケ事業を分社化し、株式会社エクシングへ譲渡し撤退。
- 2007年7月30日 - 本社を東京都千代田区平河町二丁目5番3号より新宿文化クイントビルに移転。
- 2008年 - 『スペースインベーダー』30周年を記念し、インベーダーをタイトーブランドの主軸に据えた商品展開を行うと発表。全国各地に分散していたアミューズメント施設の店舗ブランドを「タイトーステーション」に統一。アーケードゲームの新ブランド「NO考ゲーム」発足。
- 2009年
  - 2月 - 渋谷、海老名、国分寺の3直営店で、実地実験として料金を20%値上げ。現在は終了し通常料金である。なお国分寺店はその後2013年にエンベッドによる事前チャージのシステムの実験もあったが、同駅前の再開発により閉店・消滅している（2016年9月に再オープン[3]）。
  - 11月27日、スクウェア・エニックス・ホールディングス取締役会の決定により、タイトーの事業再編を行う事を発表。
- 2010年
  - 2月1日 - スクウェア・エニックス・ホールディングス連結対象の株式会社ES1（2009年6月1日設立）に家庭用ゲーム機用商品開発・製造・販売以外のすべての事業および部門を分割・継承。同時に株式会社SPC1号（ES1の完全親会社かつスクウェア・エニックス・ホールディングスの完全子会社）をES1を存続会社として吸収合併。株式会社ES1が商号を株式会社タイトー（現在の法人）に、旧・タイトー（2代目法人）は商号を株式会社タイトーソフトへ変更[4]。
  - 3月11日 - 株式会社スクウェア・エニックスが株式会社タイトーソフトを吸収合併。タイトーの家庭用ゲームソフトの企画・開発・販売事業がスクウェア・エニックスに集約され、タイトーブランドの家庭用ゲームソフトのサポートもスクウェア・エニックスによって行われることとなった[5]。ただし、これまで発売されてきたゲームソフトの著作権は、引き続きタイトーが保有し続け、パッケージに書かれた著作権やメーカーロゴの表記も、スクウェア・エニックスとタイトーの連名になっている。
  - 12月9日 - アーケードゲーム用ダウンロードコンテンツサービス「NESiCAxLive」提供開始。第1弾タイトルは『BLAZBLUE -CONTINUUM SHIFT II-』（アークシステムワークス）。
- 2011年3月 - スクウェア・エニックス・ホールディングス傘下の株式会社スタイルウォーカーを吸収合併。
- 2012年10月1日 - 本社を東京都新宿区新宿六丁目27番30号の新宿イーストサイドスクエア（東新宿駅に直結）に移転[6]。
- 2013年5月10日 - 和田洋一の、親会社・スクウェア・エニックス・ホールディングスの社長退任に伴い、代表権なしの会長であった飯澤幸雄が代表取締役社長に就任。
- 2015年2月 - 「タイトーステーション」に各種の電子マネーが使える決済端末を導入すると発表[7][8][9]。同年5月に利用を始め次年度中に直営40店舗に拡大予定。
- 2016年12月1日 - 資本金を15億円から5000万円に減資[10]。
- 2018年
  - 2月- オンラインクレーンゲームサービス「タイトーオンラインクレーン」のスマートフォンアプリ版のサービスを開始。
  - 7月 - 家庭用ゲーム事業への再参入を表明。2019年2月28日発売の『ダライアス コズミックコレクション』を再参入第1弾タイトルとしてリリースした[11]。
- 2019年9月14日 - マリノアシティ福岡内に、国内最大級の屋内型スポーツ・アスレチック施設「ノボルト（NOBOLT）」オープン[12]。
- 2024年7月12日 - ビナウォーク内に、スポーツエンターテイメント施設「ブートバース（BOOTVERSE）」オープン[13]。

## 事業拠点
| 海老名開発センター |  | 海老名開発センター社員送迎バス |
| 海老名開発センター |  | 海老名開発センター社員送迎バス |

本社
- 〒151-0053 東京都新宿区新宿六丁目27番30号 新宿イーストサイドスクエア2F

サービス拠点（TSS）
- 札幌TSS

北海道札幌市東区東雁来三条1-4-1 タイトー札幌オフィス
- 盛岡TSS

岩手県盛岡市上堂1-2-38 マッハランド内（タイトーステーション盛岡マッハランド店と同居）
- 仙台TSS

宮城県仙台市若林区遠見塚3-14-30
- 熊谷TSS

埼玉県熊谷市佐谷田1410-1 タイトー熊谷ビル
- 千葉TSS

千葉県千葉市中央区川崎町52-7 アリオ蘇我2F
- 新宿東TSS

東京都新宿区山吹町337 江戸川橋東誠ビル1F
- 新宿中央TSS

東京都新宿区新宿3-22-7
- 平和島TSS

東京都大田区平和島1-1-1 BIGFUN平和島3F
- 町田TSS

東京都町田市原町田6-21-23 マツヤマビル1階
- 横浜TSS

神奈川県川崎市高津区溝口2-13-5（タイトーステーション溝の口2号店と同居）
- 北陸TSS

富山県富山市婦中町下轡田165-1 フューチャーシティ・ファボーレ2F（タイトーステーションファボーレ婦中店と同居）
- 名古屋TSS

愛知県長久手市熊田1407 タイトー名古屋ビル
- 大阪TSS

大阪府大阪市鶴見区諸口6-3-36 タイトー大阪オフィス
- 広島TSS

広島県広島市中区紙屋町2-2-21（タイトーステーション広島紙屋町店と同居）
- 福岡TSS

福岡県糟屋郡新宮町原上1717-5
- 鹿児島TSS

鹿児島県鹿児島市中央町1-1 アミュプラザ鹿児島6F
かつては「研究所」や「開発センター」と称するアーケード/コンシューマーゲームの開発拠点が、中央（横浜市港北区綱島高田町、1990年代に綱島駅近くに綱島分室も創設）・熊谷・大阪・海老名に存在した。熊谷と大阪は、1995年3月に中央に吸収される形で閉鎖され、中央も2001年3月に「海老名開発センター」に機能移転され廃止となった。海老名開発センターは、2014年11月にTAITOTECHのフィールドサービス拠点である「中央TSC/湘南TSS」と統合し、厚木市内へ移転して「厚木テクニカル＆ロジスティクスセンター」となり廃止された。一時期、海老名開発センター内に、当時関連会社だったバルテックの海老名工場が存在していたことがある。熊谷以外は土地建物が売却され現存しない。
熊谷研究所が存在した「タイトー熊谷ビル」には、アミューズメント筐体のフィールドサービス（保守）を扱うタイトーテック部門と、直営のアミューズメント店「セイタイトー熊谷Do館」が同居していた。2000年代後半ごろには店舗が閉店され、タイトーテックの拠点として存続している。2012年から2023年9月まではレトロアーケードゲームの同人サークル「アーケードゲーム博物館計画」に倉庫の一部区画を貸借し、同会有志によって不定期にコレクションが公開されていた。なお、タイトーは敷地を貸し出しているに過ぎず、サークルとの運営上の関係は一切持たない。

## キャッチコピーとロゴ
- 「テクノファンタジー」（1985年にファミコン用ソフトのCMで使用）
- 「楽・し・さ・を・演・出・す・る」（1986年 - 1988年）
- 「キャッチ・ザ・ハート」（1988年8月24日のCI導入以降）
- 「真ん中に、遊び心を。」（2018年3月28日発表[16]）

1988年8月24日からロゴデザインを、従来の下向き五角形の「TAITO」から、現在の青い上向き三角形の「TAiTO」に変更した。「A」はアミューズメントの頭文字と人間の形をイメージし、Aから飛び出てiの点となるボールはアイデアを生み続ける想像力と業界をリードする積極性を示すものである。なおロゴはその後1992年に商標登録され、Oの末尾に小さく「Ⓡ」と付けるようになった。
2010年代からは1988年8月以前に発表した作品に関する製品等の一部で旧ロゴを使用しているものもある。

旧ロゴ
シンボルマーク

## アーケードゲーム・家庭用ゲーム機作品
初めて世に出た際のプラットホームがアーケード・家庭用ゲーム機だった作品を列挙。

### あ行
- 嗚呼栄光の甲子園
- アウターゾーン
- アクアジャック
- アクエリアンエイジ オルタナティブ
- アクロバット
- アクロバットミッション（UPL開発）
- あしたのジョー（WAVE開発）
- 飛鳥&飛鳥
- アッコにおまかせ! ブレインショック
- アメリカ横断ウルトラクイズ
- アラビアンマジック
- アルカノイドシリーズ
- アルペンスキー
- イグジーザス
- EXIT
- インセクターX（ホット・ビィ開発）
- ヴァーテクサー
- ウィズ（セイブ開発の開発）
- ウエスタンガン
- ウエスタンガンII
- ヴォルフィード
- 宇宙戦艦ヤマト
- エアインフェルノ
- エキサイティングアワー（テクノスジャパン開発）
- エクスターミネーション
- SD刑事ブレイダー（NMK開発）
- エストポリス伝記シリーズ（ネバーランドカンパニー開発）
- エレベーターアクションシリーズ
- エレポン
- エレメンタル ジェレイド-纏え、翠風の剣-
- エンパイア シティ:1931（セイブ開発の開発）
- エンフォース
- 黄金の城（セタ開発）
- オペレーションウルフ
  - オペレーションサンダーボルト
  - オペレーションウルフ3（イーストテクノロジー開発）
  - オペレーションタイガー
- 女三四郎

### か行
- カイザーナックル
- カオスブレイカー
- 火激（カネコ開発）
- 影の伝説
- カダッシュ
- 歌舞伎Z（カネコ開発）
- カプリチオシリーズ（プライズゲーム機）
- ガラクタ名作劇場 ラクガキ王国
- ガンバスター
- ガンフロンティア
- 奇々怪界シリーズ
- キック アンド ラン
- キックスタート
- キャメルトライ
- ギャラクシーウォーズ
- ギャラクティックストーム
- 究極タイガー（東亜プラン開発）
  - 究極タイガーII（タクミコーポレーション開発）
- 究極ハリキリスタジアムシリーズ
- 強襲機甲部隊 攻撃ヘリコプター戦記(アスク開発)
- キラキラ♥アイドル リカちゃん（筐体販売を担当、日本システム開発）
- きらめきスターロード♪イントロ倶楽部♪
- クイズ地球防衛軍
- 苦胃頭捕物帳
- QIX（クイックス）
- クライムシティ
- グランドエフェクト
- 功里金団（くりきんとん）
- グリッドシーカー
- クリフハンガー（米国ではスターン・エレクトロニクスが開発、販売。日本国内では販売のみ。）
- グルーヴコースター
- グレートソードマン（セタ開発）
- クレイジーバルーン
- クレオパトラフォーチュン
- クレヨンしんちゃん オラと遊ぼ
  - クイズ クレヨンしんちゃん
- クロニクル オブ ダンジョンメーカー
- 逆鱗弾
- ゲットスター（東亜プラン開発）
- ゴーフォーザゴールド
- コスモスサーキット
- コンチネンタルサーカス

### さ行
- サイヴァリア（サクセス開発）
- サイキックフォース
- サイクルマー坊（セタ開発）
- サイドバイサイド
  - サイドバイサイド2 エボルツィオーネ
- サイバーダイバー
- サイバリオン
- サイレントドラゴン（イーストテクノロジー開発）
- THE運動会
- サッカー
- サンダーフォックス
- シーファイターポセイドン
- ジェットでGO!シリーズ
- 式神の城（アルファ・システム開発）
- 地獄めぐり
- ジャイロダイン（クラックス開発）
- ジャングルキング
- 白中探険部（ネクステック開発）
- スーパードラゴンボールヒーローズ
- スーパーマン
- スカイデストロイヤー
- スクランブルフォーメーション
- スタントタイフーン
- スチールワーカー
- スピードライダー（鈊象電子（IGS）開発）
- スピードレースシリーズ
- スピカアドベンチャー
- スペースインベーダーシリーズ
  - このゲームに登場する敵キャラインベーダー〝 CRAB 〟は、現在タイトーのブランドキャラクターになっている。
- スペースガン
- スラップファイト（東亜プラン開発）
- ズンズンブロック
- 聖鈴伝説リックル（タケル開発）
- 世界ビックリ!!探検隊
- ゾイドインフィニティ（タカラトミーと共同開発）
- 蒼天龍
- ソニックブラストマンシリーズ

### た行
- ダークミスト（セイブ開発の開発）
- タイガーヘリ（東亜プラン開発）
- 大旋風（東亜プラン開発）
- タイトーグランプリ
  - タイトーグランプリ栄光へのライセンス
- タイトーメモリーズシリーズ
  - 1978年 - 1997年に発売された、タイトーのアーケードゲームを25本ずつ収録した、PlayStation 2ソフト。PlayStation Portable版もある。
- ダイノキングII（大型プッシャーメダルゲーム）
- ダイノキングキッズ
- ダイノキングバトル（キッズメダルゲームはタイトー開発、カードゲームは韓国のD-Gate開発）
- ダイノマックス（大型プッシャーメダルゲーム）
- ダイノレックス
- タイムギャル
- タイムトンネル
- 高橋尚子のマラソンしようよ！
- たけしの戦国風雲児
- たけしの挑戦状（ビートたけしが開発に関わったソフト）
- ダッシュ野郎（東亜プラン開発）
- TATSUJIN（東亜プラン開発）
- WGP - Real Racing Feeling
- ダライアスシリーズ
- チェイスH.Q.
  - S.C.I.
  - クイズH.Q.
  - スーパーチェイスクリミナルターミネーション
  - チェイスボンバーズ
  - SUPER H.Q. クリミナルチェイサー
  - SUPER H.Q.
  - チェイスH.Q.2
- ちゃっくんぽっぷ
  - バブルン以前は、ちゃっくんがタイトーのマスコットキャラクターだった。
- チャンピオンレスラー
- 中華大仙（ホット・ビィ開発）
- 超・ちゃぶ台返し!
- D3BOS
- T.T.シリーズ
  - これはゲーム名でなく、インベーダー前後のブランド名の一つ。同じゲームでもボックス筐体に対し、テーブル筐体は"Table Type"の略称であるこの名を、先頭に付けていた。
- ティンクルティンクル（プライズゲーム）1988年
- ティンスター
- デッドコネクション
- 電車でGO!シリーズ
- デンジャラスカーブス
- 特殊部隊UAG（セタ開発）
- Dr.トッペル探検隊（カネコ開発）
- トップランキングスターズ
- トップランディング
- ドンドコドン

### な行
- ナイトストライカー
- ナックルジョー（セイブ開発の開発）
- ニュージーランドストーリー
- ニンジャウォーリアーズ
- ニンジャキッズ
- 忍者ハヤテ

### は行
- ハードパンチャー はじめの一歩シリーズ
- ハーフライフ2 サバイバー
- バイオアタック
- バイオレンスファイト
- バイオレントシューティング
- パイレートピート
- バギーチャレンジ
- 爆笑人生劇場シリーズ
- パズニック
- パズルボブルシリーズ
- ハットトリックヒーローシリーズ
- バトルギアシリーズ（バトルギア2、バトルギア3、バトルギア4）
- バトルシャーク
- バブルボブル（バブルシンフォニー、バブルメモリーズ）
  - このゲームに登場する「バブルン」は、一時期タイトーのマスコットキャラクターだった。
- パラソルスター
- バルーンボンバー
- ハレーズコメット
- パワーショベルに乗ろう!!
  - 開発協力：コマツ
- パワーブレイザー（ナツメ開発）
- 飛翔鮫（東亜プラン開発）
- ヒット・ジ・アイス
- VEWLIX（ビデオゲーム汎用筐体）
- ファイターズインパクト
- ファイティングホーク
- ファイナルブロー
- ファンタジーコロシアム
- ファンタジーコロシアムII 赤竜飛翔
- フィールドゴール
- フィッター
- フェアリーランドストーリー
- フェニックス
- 武刃街（レッド・エンタテインメントと共同開発）
- プチカラット
- 不動明王伝
- 無頼戦士（ブライ・ファイター）（TAXAN (ナグザット)開発）
  - 無頼戦士DX（ブライ・ファイターデラックス）
- プランプポップ
- フリップメイズ（MOSS開発）
- フリップル
- プリルラ
- フルスロットル
- プレビリアン（カネコ開発）
- ブロック
- フロントライン
- ヘビーユニット（カネコ開発）
- べんべろべえ
- ホーンテッド ミュージアム
- ホッピングロード
- ぽっぷんぽっぷ
- ポラリス

### ま行
- 麻雀クエスト（ホワイトボード開発）
- まじかるで〜と
- マスターオブウェポン
- マッハ3（米国のマイルスターが開発販売、日本国内での販売のみ）
- マリンデート
- ミズバク大冒険
- ミッドナイトランディング
- ミネルバトンサーガ ラゴンの復活（アーテック開発）
- ミュージックガンガン!
- 未来神話ジャーヴァス
- みんなのコンビニ
- 六三四の剣 ただいま修行中
- メガブラスト
- メタルソルジャーアイザックII
- メタルブラック
- 森口博子のクイズでヒューヒュー

### や - わ行
- 悠久の車輪
- ゆうゆのクイズでGO!GO!
- ライジンピンポン
- ライディングファイト
- ライトブリンガー
- ラクガキ王国2 魔王城の戦い
- ラスタンサーガシリーズ（ラスタンサーガ、ラスタンサーガII、ウォリアーブレード)
- ランディングギア
- ランディングハイジャパン
- ランドメーカー
- リアルパンチャー
- 陸海空 最前線
- ルナーク
- ルナレスキュー
- ルパン三世
- ルンバランバ
- レーザーグランプリ
- レイシリーズ（レイフォース、レイストーム、レイクライシス）
- レイメイズ
- レインボーアイランド
- ローゼンメイデンシリーズ
- ロストマジック
- ワードナの森（東亜プラン開発）
- ワイバーンF-0
- ワイルドウエスタン

### 特殊技術・ジャンルのゲーム
- ベクタースキャン
- レーザーディスクゲーム

## 携帯ゲーム事業
フィーチャーフォン関連
EZメロディ（現・究極EZメロディ）において、EZweb最初の商用着信メロディサイトをスタート。以降、多くの「ぐるメロ」ブランドで音楽系のサイトを数多く展開中。スマートフォン隆盛の昨今においてもDocomoの直感アプリに対応した「直感ギター」や、フラッシュを使った「オトdePON」、浜崎あゆみの専属ネイリストとコラボレーションした「LOVEキラ」などを継続的に開発している。
ゲームではゲームセンターブランドと同じ「タイトーステーション」の名を冠したサイトを開設。スペースインベーダーやパズルボブルなどタイトーの名作ゲームを揃えているほか、『ひぐらしのなく頃に』など、タイトー開発以外の有名なタイトルも多く配信している。

### 主な配信コンテンツ
現在は配信終了したものもあり。
- ゲーム系
  - アッコにおまかせ! ブレインショック
  - アルカノイド
  - インベーダーでGO!
  - イースシリーズ
  - W〜ウィッシュ〜1&2
  - エレベーターアクション
  - エレメンタル ジェレイド
  - 影の伝説
  - 究極麻雀
  - シークレット オブ エヴァンゲリオン
  - シークレット オブ エヴァンゲリオン 3rd
  - 灼眼のシャナ
    - 灼眼のシャナ 〜炎髪灼眼の討ち手〜
    - 灼眼のシャナII 〜星黎殿の戦い〜
    - 灼眼のシャナQIX

  - スーパーパズルボブル
  - スペースインベーダー
  - ダライアス
  - 電車でGO!
  - 賭博黙示録カイジ
  - 西村京太郎Vノベル
  - バトルギア
  - バブルボブル
  - ひぐらしのなく頃に
  - 幕末志士の恋愛事情
- 音楽系
  - 小樽オルゴール堂（着信メロディ）
  - 究極EZ♪うたあり（着信メロディ）
  - ぐるメロ（着信メロディ）
  - ぐるうたDX（着うた）
  - ぐるうたフル（着うたフル）
  - ぐるメロカラオケ（携帯カラオケ）
  - ぐるメロボイス（着ボイス）
  - ぐるメロ待ちオト（リングバックトーン）
  - タイトーGAMEミュージック（着信メロディ）
  - 爆安♪カラオケ35円（携帯カラオケ）
  - ベストヒットUSA
- 画像系
  - スペースインベーダー（きせかえツール）
  - フラッシュ☆メロディ（着Flash）
  - モーション☆Graphica（着ムービー）
  - LOVEキラ（きせかえツール）
- 占い系
  - 算命学占い
  - 運命のカラーセラピー
  - 幸福の羅針盤
  - LOVE☆願い＆決断
  - 結婚赤い糸占い
  - 恋々☆恋秘伝
  - 直接メール鑑定
  - エトワール舟黎の聖母バラ占術
- その他
  - チワワダックス柴コーギー

スマートフォン関連
以下のゲームは全てAndroid・iOS（iPhone / iPad）向け。
2010年代初頭頃よりスマートフォン（以下“ スマホ ”）用にも主要ゲームを移植・配信開始。2014年よりは本格的にスマホ用ゲームの開発に力を入れる事を表明。同年末からは完全オリジナルゲーム『アイドルクロニクル』の配信を開始した（2016年5月終了）。
2017年からは「たけしの挑戦状」や「レイフォース」など、過去にタイトーが出したゲームを配信する「TAITO CLASSICS」もスタートしている。

## アミューズメント施設事業

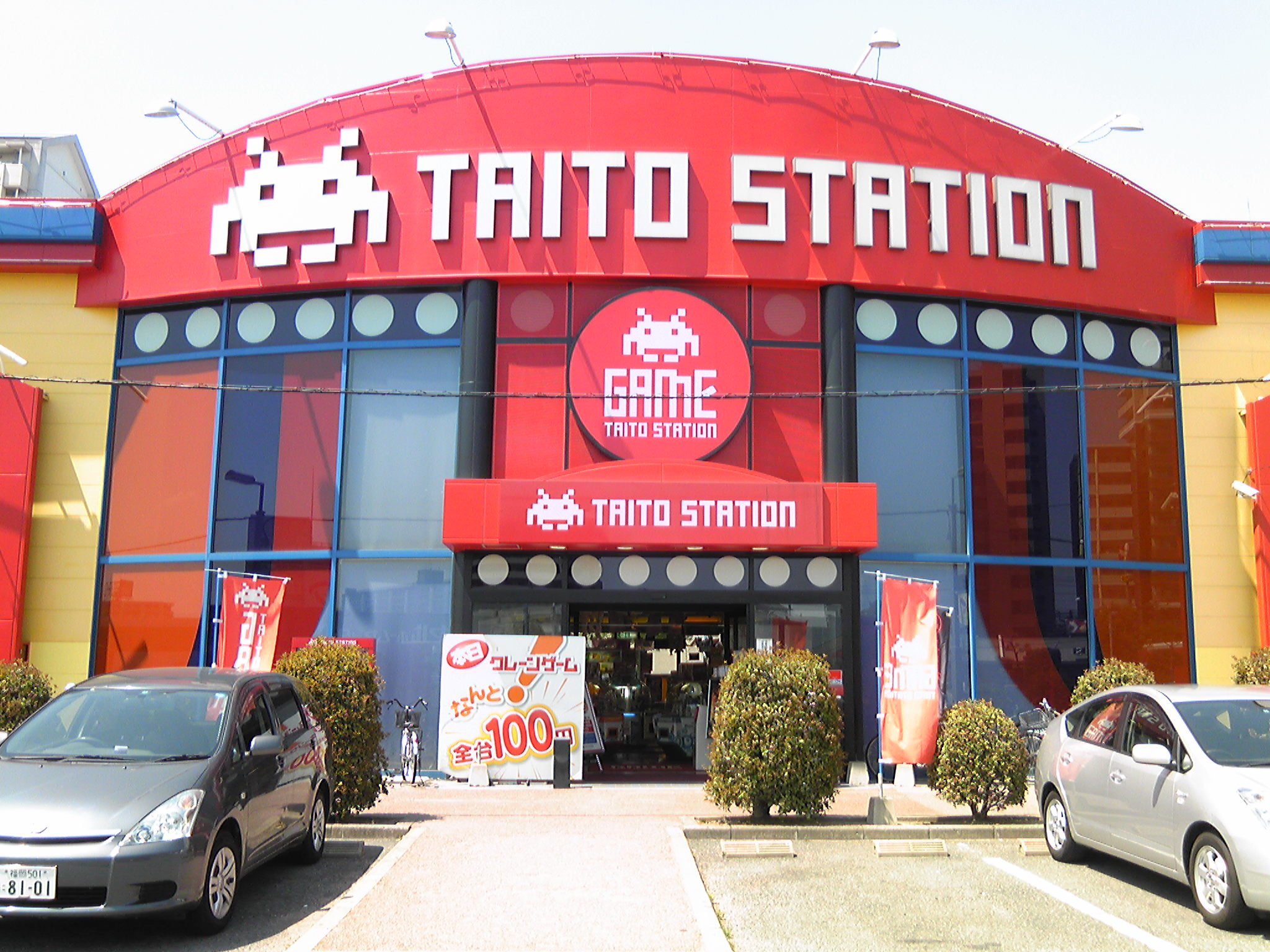
閉店済 タイトーステーション博多パピヨンプラザ店（福岡市博多区）

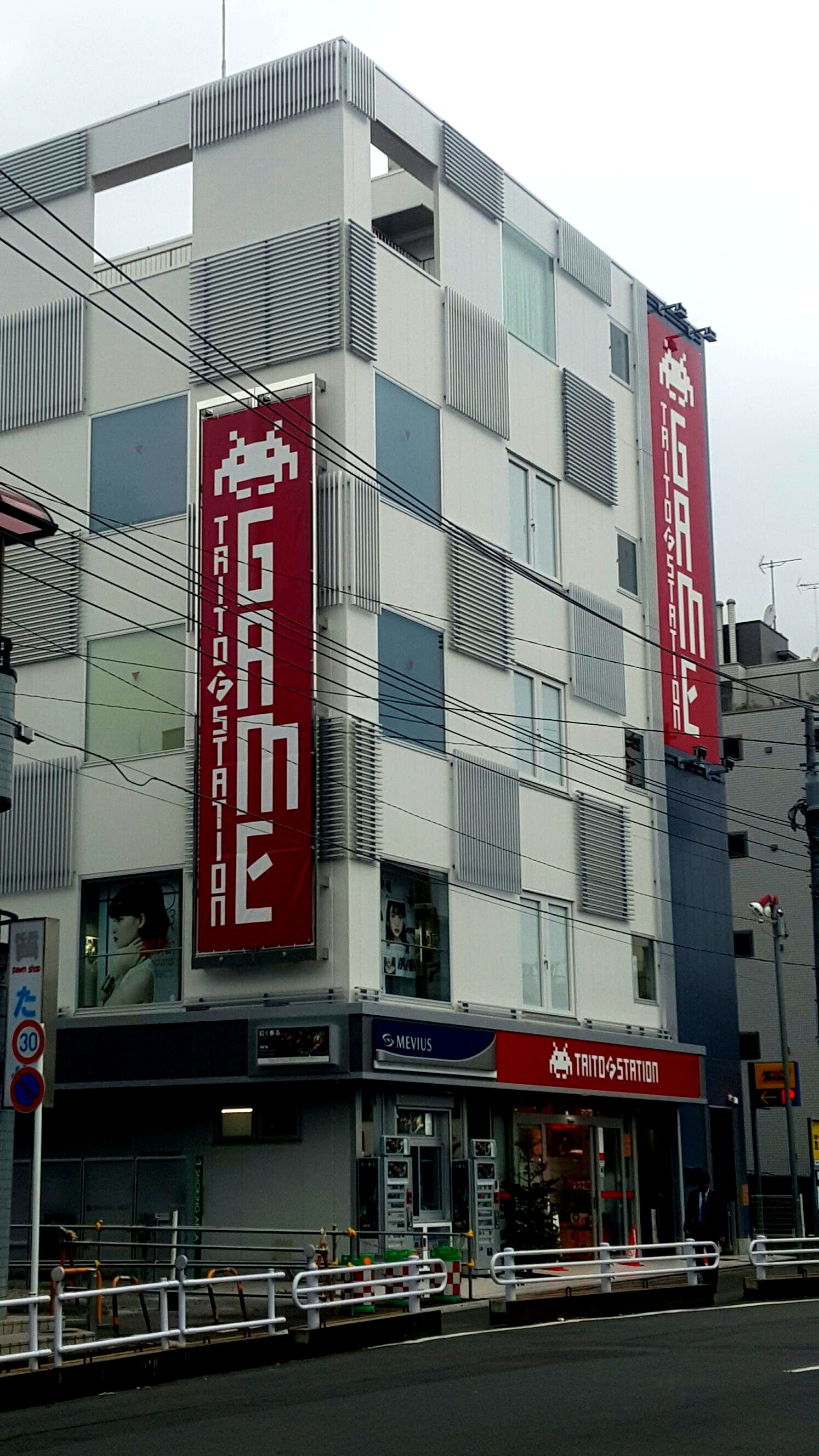
タイトーステーション国分寺店（タイトーFステーションとして原電化が運営していた）

全国各地で、「タイトーステーション」や「ハロータイトー」などの名前でゲームセンターなどのアミューズメント施設を展開している。「タイトーステーション」の内、フランチャイズ店に関しては「タイトーFステーション」の名称となっており、共和コーポレーションやレジャランなど、独自の自社ブランド（「アピナ」や「ゲームパニック」など）で店舗を展開している企業が運営している店舗もある。タイトーのフランチャイズ店1号店は、甲府グランパーク店である（大統が運営、閉店済み）。
新潟県、岐阜県、群馬県、福島県、山梨県、福井県、京都府、奈良県、滋賀県、和歌山県、岡山県、山口県、高知県、佐賀県の13県に所在する店舗は全てフランチャイズ店である。なお、タイトー直営からフランチャイズへ転換した店舗（野市、プレイロットジョイ、上越等）もあれば、逆にフランチャイズからタイトー直営に転換した店舗（イオンタウン水戸南）もある。
ボウリング事業としてX-BOWL（釧路、小田原）、仙台ベガロポリス店併設の3店舗を運営している。
また、クレープ屋のマリオンクレープを併設する店舗も存在。溝の口店・秋葉原東西自由通路店は「ピコクレープ」と屋号が異なり、ソーシャルゲーム「アリス・ギア・アイギス」などコラボレーション商品を取り扱っている。
プリントシール専門店「brooming」を展開。現在は浜松メイワン店（静岡県）、大須店（愛知県）、アリオ八尾店（大阪府）など15店舗を運営している。次いで、広島本通店（広島県）がオープン。
カプセルトイ専門店「ガチャステ」をタカラトミーアーツ、ペニイと協業で展開。2023年6月12日現在、BIGBOX高田馬場、府中くるる（東京都）、大須（愛知県）など19店舗を運営している。
直営店の内、タイトーステーション盛岡マッハランド店、タイトーステーション溝の口2号店（閉店）、タイトーステーションファボーレ婦中店、タイトーステーション広島紙屋町の4店は前述の通りTSS（アーケードゲームのサービス拠点）も同居している。秋田県、山形県、鳥取県、島根県、宮崎県、沖縄県の6県には店舗自体が存在しない。
2008年以降、随時「タイトーステーション」への統一が行われており、現在営業中の「タイトーステーション」の中にはかつて「セイタイトー」「タイトーイン」「TiLT」「リトルファンタジー」等の名称だった店舗も存在する。このうち「タイトーイン」名義の店舗については、2018年1月に最後の店舗だった「タイトーイン綾瀬」が「タイトーステーション綾瀬店」に名称変更（後に閉店）したことをもって消滅している。「TiLT」は川崎、高田馬場で営業をしていたが、TiLT川崎の閉店後、高田馬場はタイトーステーション高田馬場へ屋号を変更している（後に閉店）。
子供向け店舗では「らくがキッズ」「キッズランド」「プレイランド」「キッズパーク」「ファミリーランド」「キッズインタイトー」等様々な名称を使用。「ハロータイトー」名義は現在釧路貝塚（北海道）、むつ、イオン七戸十和田駅前（青森県）、南流山（千葉県）の4店舗。
府中市にある府中くるる店は、454台、794ブースのクレーンゲームを設置し、これが「単一会場におけるクレーンゲーム機の最多数」としてギネス世界記録に認定された。府中くるる店が1周年となった2021年からタイトーは「クレーンゲーム選手権」を開催し、優勝者に称号「タイトークレーンゲームアンバサダー」を贈呈している。
吉祥寺の「プレイロットジョイ（現・タイトーFステーション吉祥寺JOY店）」や、秋葉原の廣瀬無線電機のビルに入居している「Hey(Hirose Entertainment Yard)」、三郷市の「ラクガキ王国 三郷」、石川県の手取フィッシュランド ゲームコーナー、福島県のTAC郡山（タイトーアミューズメントシティの略称。2021年2月13日に発生した福島県沖地震による建物被害の影響を受け閉店）など、タイトーの名を冠していない直営店も数店存在する。
また、既存の大須店より後に旧・フェドラ大須の経営を引き継ぐ形でオープンしたタイトーステーションフェドラ大須店が存在。立地が非常に近い事から、旧店舗の屋号がそのまま残された唯一の店舗となっている。
2018年8月24日、創立記念日に合わせ、スタッフの制服を10年ぶりに新しくした。

## 屋内型スポーツ・アスレチック施設
- 「ノボルト（NOBOLT）」

## オンラインクレーン事業

### タイトーオンラインクレーン
タイトーオンラインクレーンは、株式会社タイトーが運営するオンラインクレーンゲームサービス。略称は「タイクレ」。タイトーステーションでのクレーンゲームの運営ノウハウ、ゲーム開発ノウハウ、クレーンゲーム用景品の開発や生産を行うマーチャンダイジングのノウハウといった、これまでのタイトー事業の強みを生かし、2018年2月21日にスマートフォンアプリ版のサービスを開始。会員数400万人以上。
日本オンラインクレーンゲーム事業者協会の適格認証制度の認証済み。

#### プラットフォーム
ブラウザ版、iOS版、Android版、Yahoo！ゲーム版

#### ゲーム内容
プレイヤーは、スマートフォンやPCなどから、欲しい景品の台を決め、リアルタイムでクレーンゲーム機に設置されたカメラの映像を見ながら、操作画面で方向ボタンを押してアームを遠隔操作することで、景品を獲得する。カメラ映像は前画面と横画面を切り替えながらプレイできる。獲得した景品は、配送チケットを使用することで、週に1回無料で配達される。

#### サービス特徴
- プレイヤーはインターネットを通じ、スマートフォンやPCを使用してリアルタイムで遠隔地にあるクレーンゲーム機を操作することができる。
- インターネットに通じていれば、365日24時間、全国のどこからでもクレーンゲームをプレイできる。
- アームは一方通行では無く、80秒間のプレイ時間内なら何度でも前後左右に動かすことが出来る。
- アニメ作品やキャラクターのフィギュアやぬいぐるみ、タイクレのみで手に入れることができる限定景品など、店舗では実現ができない多種多様な景品が取り揃えられている。
- アシストサービス：一定回数以上プレイしても景品を獲得できずにいると、スタッフからのアシストサービスを受けることができ、かなり獲得しやすい位置に景品を置きなおしてくれる。
- 初期位置スタートサービス：景品が取れにくい場所に動いてしまった際などにスタッフが景品を初期位置に置きなおしてくれる。
- 無料で練習できる試遊台、獲り方のコツを教えてくれるレクチャー機能など初心者向けのサービスがある。
- ゲームセンターでも人気の大型の3本ツメ機が多数導入されているのも特徴。ダミー箱ではなく、実物の景品で遊べる台も多い。

#### 歴代のCMキャラクター
小芝風花（2021年8月～）
王林（2022年8月～）
なえなの（2024年4月～）

## カラオケ事業
1990年よりカラオケ事業に参入し、1992年に業務用通信カラオケ「X2000」をリリース。2006年に業務用カラオケ事業を分社し、既に関連製品の共同開発や楽曲の相互提供を行っていたエクシングに譲渡し業務用カラオケ事業からは一旦撤退した。その後、2011年にアミューズメント施設向けの小型カラオケボックス「ちょいKARA」を導入した（楽曲提供や機器などはエクシングと第一興商が担当）。
家庭用は1995年の「X-55」から参入。各種情報の閲覧や内蔵されているゲームのプレイが可能といった、タイトーならではの機能も打ち出していたが、2012年にサービス終了した。またこれとは別に、DVDによるカラオケ教室（通信教育の類）やパソコンによるカラオケ動画配信も一部のサイトで僅かに行っていたが、これも2013年頃までに姿を消している。

### 主な商品
- 業務用
  - X2000 - 世界初の業務用通信カラオケとされる。1992年発売。
  - Lavca（LVC-1） - X2000の後継機種。2003年発売。
- 家庭用
  - X-55 - 家庭用通信カラオケ第1号。1995年発売。当時安室奈美恵がCMに出演。
  - Mediabox（M-88） - X-55の後継機種。1996年発売。
  - Mediabox Xゼロワン（X-01） - Mediabox2代目。2002年発売。

## 主な提供番組
全て過去のもの。現在タイトーがスポンサーに入っている番組はない。
- クイズ世界はSHOW by ショーバイ!!（番組内の「ミリオンスロット」のシステムも開発。同番組を題材にしたアーケードのクイズゲームも発売。その後、これを元にしたスロットが同じ日本テレビ系列のクイズ どんなMONだい?!にも使用されていた）
- オールナイトニッポン（一時期のみ提供）
- クレヨンしんちゃん（番組初期に提供。同アニメを題材にしたアーケードゲームも2作制作した）
- 金曜ロードショー（1988年10月 - 1993年3月）
- ミュージックステーション
- ベストヒットUSA（一時期のみ提供）
- 韋駄天翔
- ローゼンメイデン トロイメント
- 銀盤カレイドスコープ
- 陰からマモル!
- 侵略!?イカ娘（6話まで）
- サザエさん（再放送）
- はなきんデータランド
- とっとこハム太郎（2000年7月 - 2004年9月）
- いぬかみっ!
- 朝日放送テレビ制作日曜朝8時30分枠のアニメ（2010年3月まで、ヒッチハイク）
- 情熱大陸（2003年4月 - 2010年3月、ヒッチハイク）
- ニュースステーション（木曜のみ、1999年4月 - 2004年3月）
- 報道ステーション（木曜、2004年4月 - 2006年9月）

## タイトー出身の人物
- ミハイル・コーガン - 創業者
- 西角友宏 - スペースインベーダー生みの親
- ZUNTATA
  - 小倉久佳
  - 渡部恭久
  - 高木正彦
  - 森正樹
- 三辻富貴朗
- 仙波隆綱
- タケパン - 幕末志士の恋愛事情のプロデューサー
- 笠浩二 - ロックバンドC-C-Bのドラマー。通信カラオケ事業開発の初期、プログラマーとして制作に参加している。
- 鈴木輝一郎 - 元社員。
- ZUN - 元社員、同人サークル上海アリス幻樂団メンバー